# Felipe VI
Philippe VI
Pour les articles homonymes, voir Philippe VI et Philippe de Bourbon.
Felipe VI, en français Philippe VI, né le 30 janvier 1968 à Madrid, est le roi d'Espagne depuis le 19 juin 2014. Il est le troisième enfant et seul fils de Juan Carlos Ier et de Sophie de Grèce.
Il est descendant direct en ligne agnatique du roi de France Louis XIV et de son petit-fils Philippe V, roi d'Espagne.

## Premières années

### Naissance

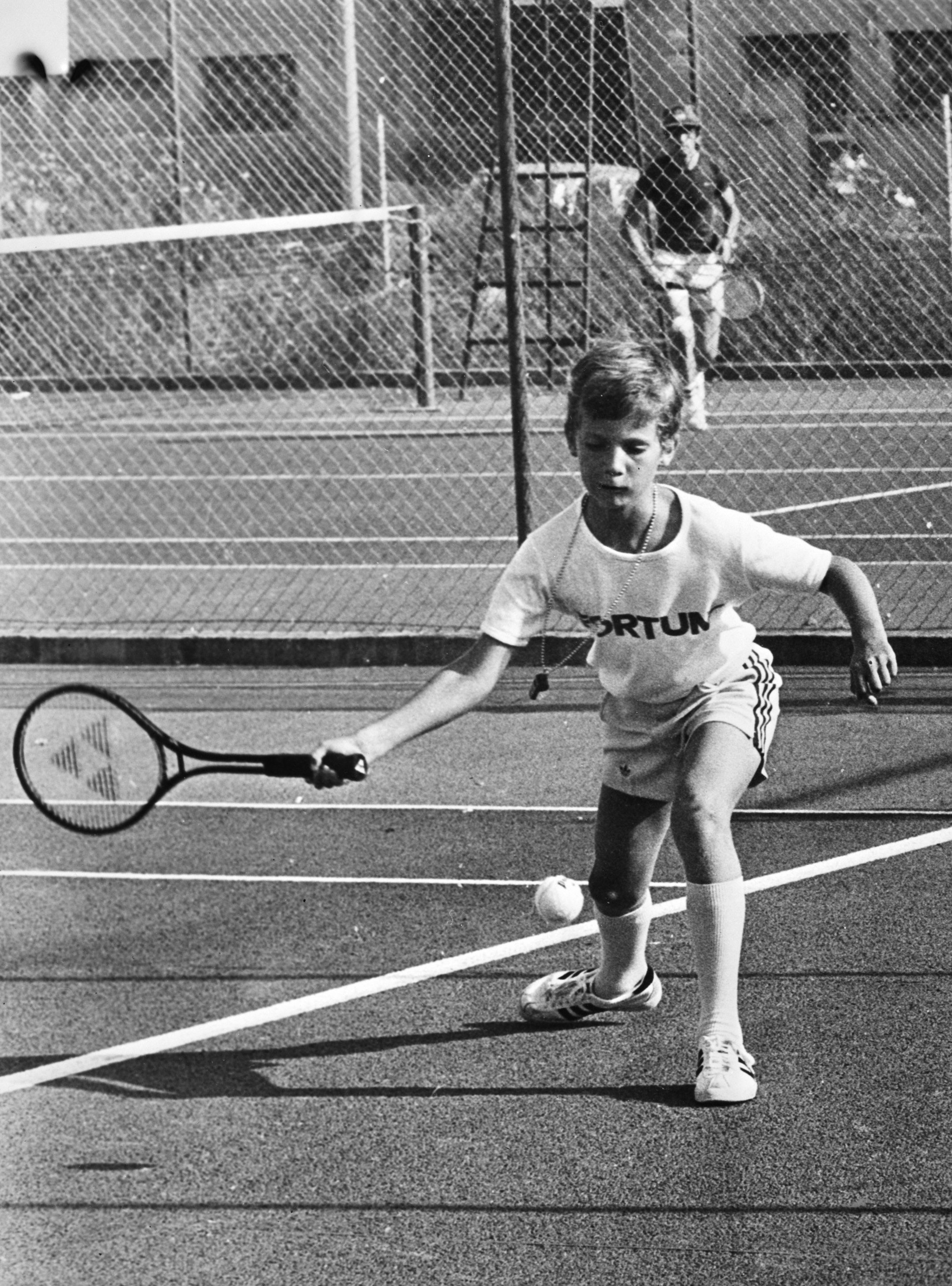
Le prince Felipe jouant au tennis (1977).

Philippe de Bourbon et de Grèce (Felipe de Borbón y Grecia) naît le 30 janvier 1968 à Madrid. Il est le troisième enfant et seul fils du roi Juan Carlos Ier et de la reine Sophie. Son grand-père paternel est l'infant Juan de Borbón y Battenberg et son arrière-grand-père paternel est le roi d'Espagne Alphonse XIII. Son grand-père maternel est le roi de Grèce Paul Ier et son arrière-grand-père maternel est le roi Constantin Ier. Son oncle maternel est le roi Constantin II.
Il reçoit pour marraine son arrière-grand-mère, la reine douairière d’Espagne Victoire-Eugénie de Battenberg, petite-fille de la reine Victoria.

### Formation militaire et universitaire
Le roi a suivi une formation militaire dans les institutions suivantes :
- Académie générale militaire ;
- École navale militaire ;
- Académie générale de l'air (es).

Dès l'âge de 13 ans, il prononce des discours officiels et à l'âge de 15 ans, commence à faire des voyages officiels.
Après avoir terminé sa formation militaire, il a entamé des études universitaires de droit à l'université autonome de Madrid et un master en relations internationales à la Edmund Walsh School of Foreign Service de l'université de Georgetown.

## Prince héritier

### Fondation Prince des Asturies
Il participe, en 1980, à la création de la fondation Prince des Asturies (désormais fondation Princesse des Asturies), qui décerne les prix Prince des Asturies (désormais prix Princesse des Asturies).

### Jeux olympiques de 1992
Lors des Jeux olympiques de 1992, qui se tiennent à Barcelone, il est membre de l'équipe espagnole de voile. Il participe à la cérémonie d'ouverture en tant que porte-drapeau de la délégation olympique de son pays.
Les Espagnols terminent en 6e position dans la catégorie Soling et obtiennent un trophée olympique.
Sa mère et son oncle Constantin de Grèce faisaient tous deux partie de l'équipe grecque de voile lors des Jeux de 1960 à Rome (sa mère en tant que remplaçante) ; son père et sa sœur ont, comme lui, fait partie de l'équipe espagnole.

### Grades militaires
Il est nommé, en tant que roi, capitaine général de l'armée en 2014, il était alors :
- lieutenant-colonel du corps général d'infanterie de l'armée de terre ;
- capitaine de frégate du corps général de la marine ;
- lieutenant-colonel du corps général de l'armée de l'air.

Il parle espagnol, catalan, anglais, portugais, français et un peu le grec, langue de sa mère.

### Mariage et descendance

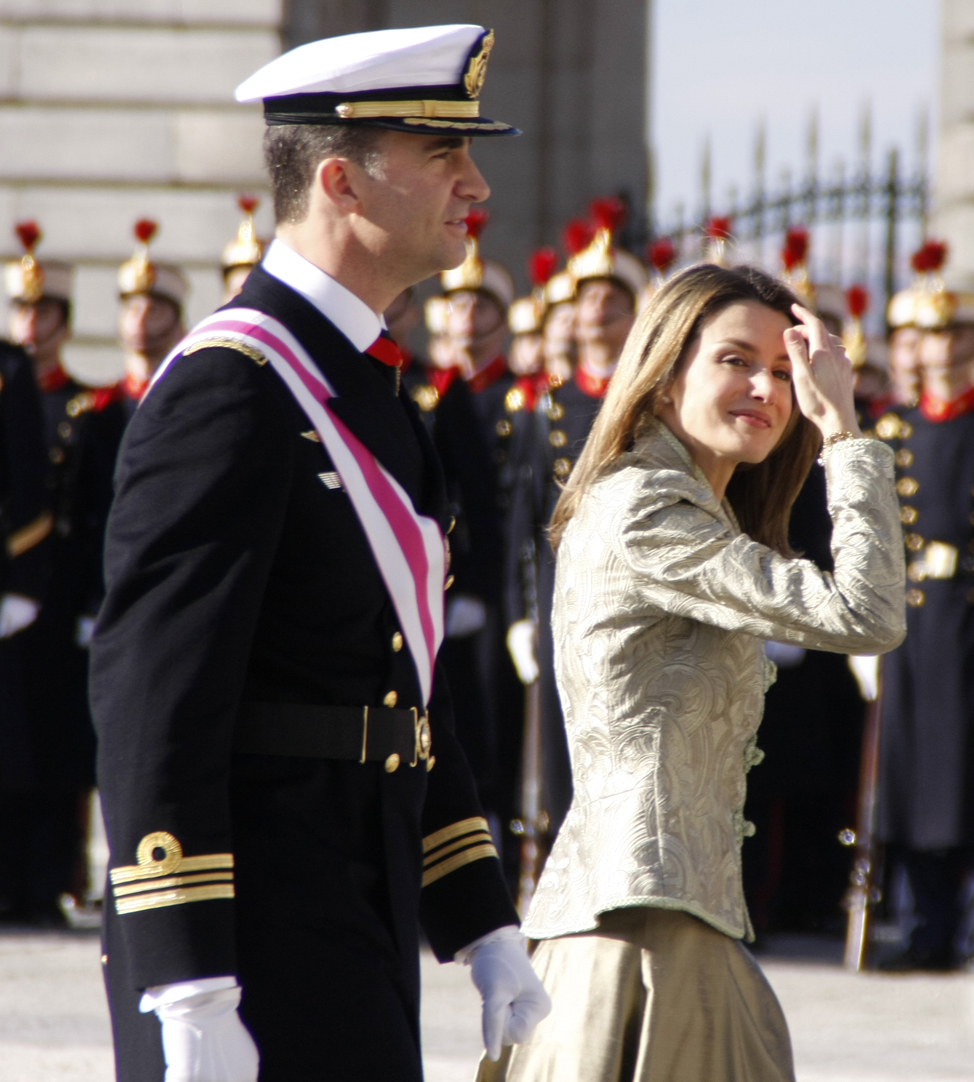
Le prince et la princesse des Asturies lors de la Pascua Militar, à proximité du palais d'Orient, le 6 janvier 2009.

Le 22 mai 2004 à Madrid, le prince des Asturies épouse Letizia Ortiz Rocasolano (1972), journaliste à la TVE (télévision publique espagnole), lors d'une cérémonie médiatisée.
Le couple vit au palais de la Zarzuela, en dehors du bâtiment historique occupé encore par sa mère, la reine Sophie, dans une résidence de 3 150 m2 de construction récente.
Il a deux enfants portant le prédicat d'altesse royale :
- Leonor de Borbón y Ortiz, princesse des Asturies, de Gérone et de Viane (née le 31 octobre 2005 à Madrid) ;
- Sofía de Borbón y Ortiz, infante d'Espagne (née le 29 avril 2007 à Madrid).

La princesse Leonor, actuellement en première position dans l'ordre de succession au trône d'Espagne, devrait régner après son père. Elle ne conservera ce rang que si elle n'a que des sœurs, car un garçon même né après elle prendrait sa place. Cette hypothèse est peu probable, ses parents ayant atteint la cinquantaine.
L'infante Sofía, ainsi prénommée en hommage à sa grand-mère paternelle, la reine Sophie, prend la deuxième place dans l'ordre de succession au trône espagnol. Comme sa sœur, elle porte le prédicat d'altesse royale et le titre d'infante d'Espagne.

## Roi d'Espagne

### Accession au trône

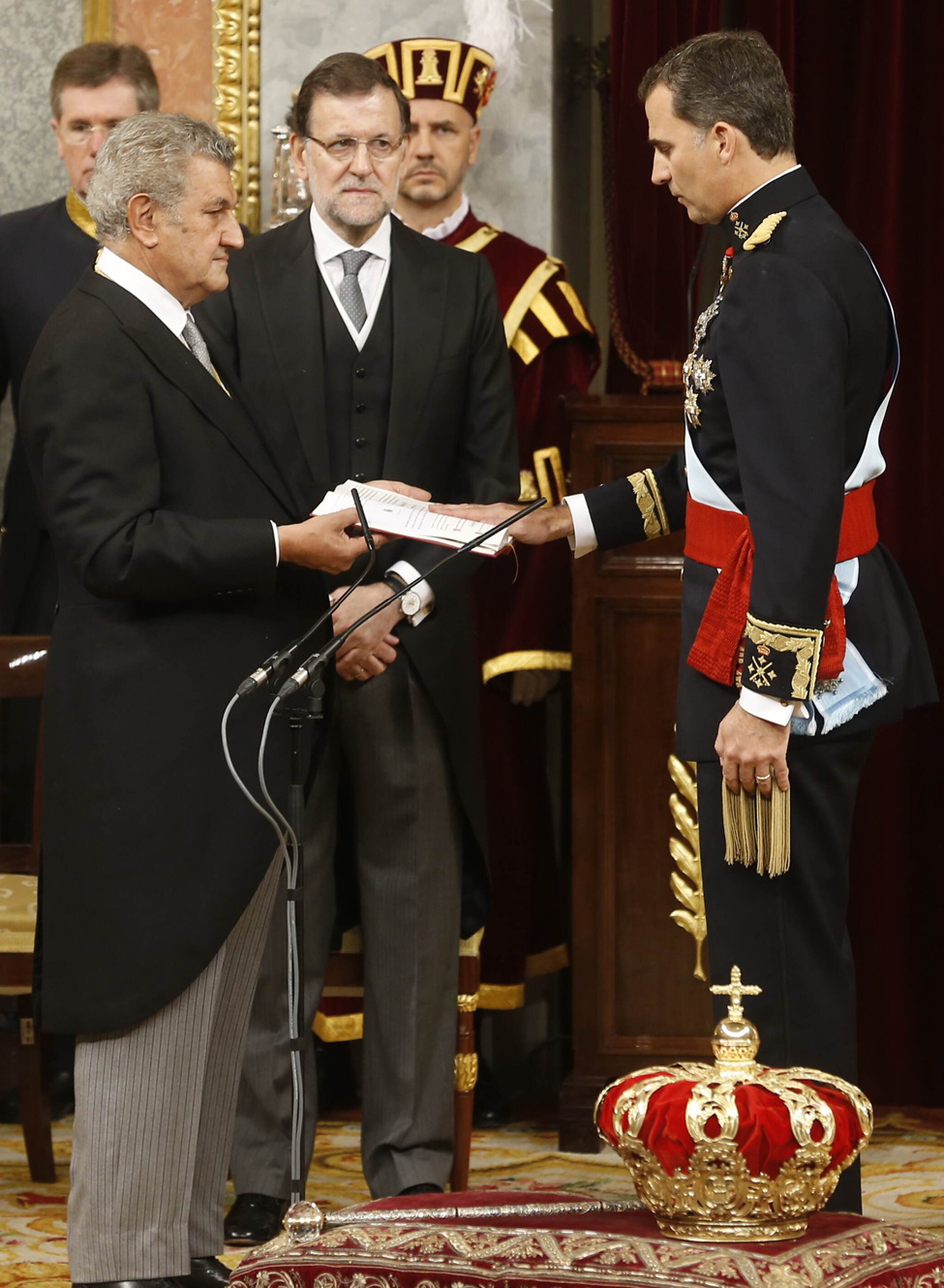
Proclamation de Felipe VI, le 19 juin 2014, devant les Cortes Generales.

Le 2 juin 2014, le roi Juan Carlos Ier annonce qu'il abdique en faveur de son fils Felipe.
La transmission de la couronne n'est possible qu'après l'adoption d'une loi organique par les Cortes Generales.
Le 11 juin 2014, les députés espagnols se prononcent en faveur de l'abdication du roi par 299 voix, 19 contre et 23 abstentions, le projet est approuvé le 17 juin par les sénateurs par 233 voix, 5 contre et 20 abstentions.
La loi est signée le 18 juin 2014 par Juan Carlos. Le prince des Asturies devient alors roi, sous le nom de Felipe VI le 19 juin, lors de la publication de ladite loi au Bulletin officiel de l'État, et prête serment le même jour devant les Chambres réunies.

### Mouvement indépendantiste
Conscient que le mouvement indépendantiste catalan sera l'un des défis de son règne, le nouveau souverain prononce le 26 juin 2014 à Gérone un discours d'apaisement (dont la moitié en catalan) lors de sa première visite en tant que chef de l'État en Catalogne, où la population a été consultée le 9 novembre 2014 sur la souveraineté de la région.
Le roi effectue sa première visite à l'étranger le 30 juin 2014 au Vatican où il est reçu par le pape François. Au cours de l'entretien est abordée l'importance de favoriser le dialogue et la collaboration entre l'Église et l'État pour le bien de toute la société espagnole.

### Premières mesures
En juin 2014, au cours de sa première semaine de règne, Felipe VI s'est réuni avec différentes associations LGBT. Cette rencontre est saluée par plusieurs médias et par des associations liées au collectif LGBT.
En juillet 2014, Felipe VI adopte plusieurs mesures, dont la commande d'un audit externe de ses comptes réalisé par le contrôleur général de l'État, faisant de l'exercice 2015 le premier d'un roi d'Espagne à être audité. La porte-parole de la maison de Sa Majesté le roi d'Espagne remarqua que la loi de transparence entrée en vigueur en janvier 2015 n'exigeait pas l'audit des comptes de la maison du Roi, étant donné que celle-ci est placée sous le contrôle discrétionnaire du monarque.

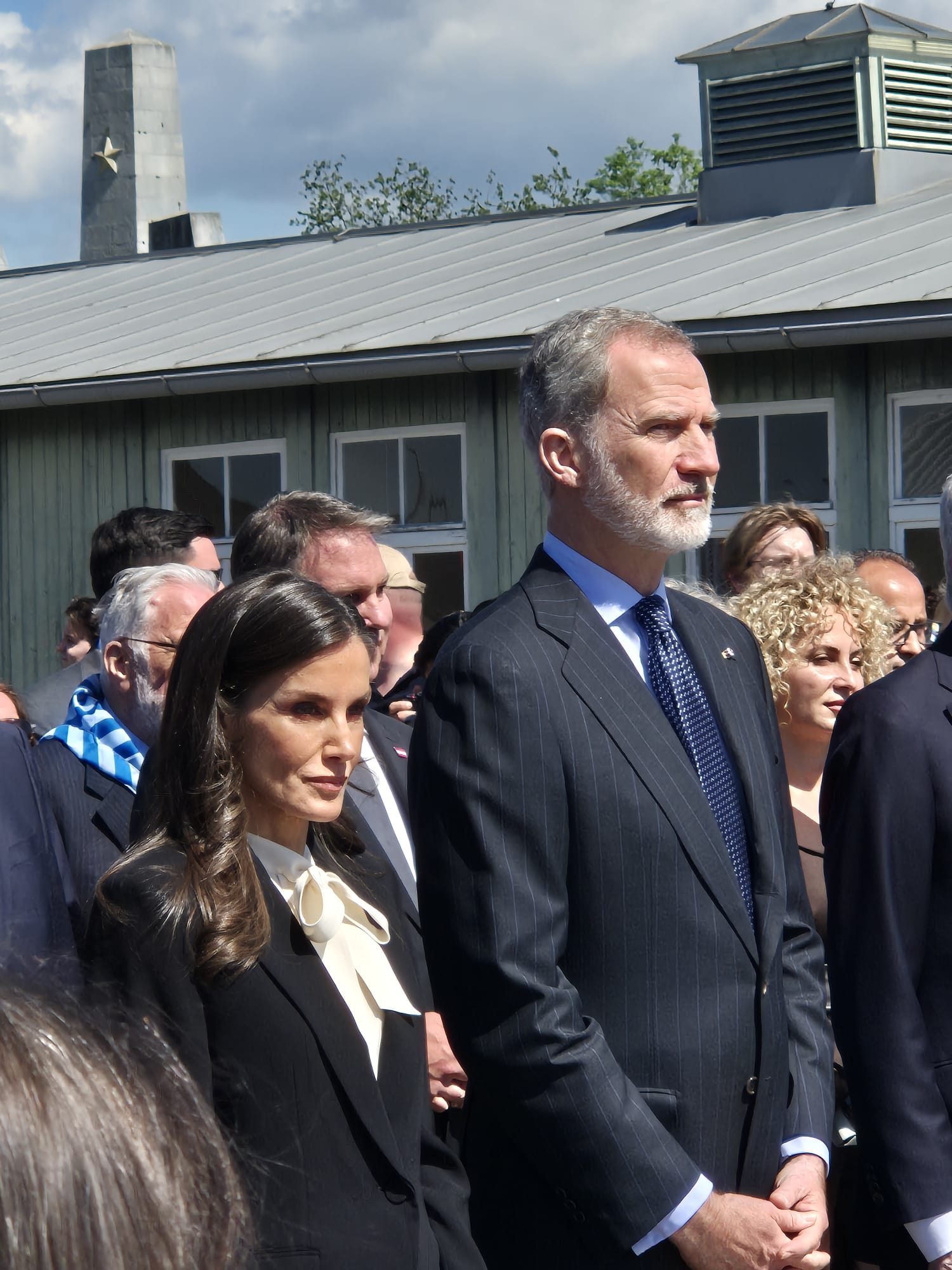
Le roi Felipe et la reine Letizia le 11 mai 2025, à Mauthausen, lors de la célébration du 80e anniversaire de la libération du camp d'extermination.

De même, Felipe VI a interdit aux membres de sa famille de travailler pour des entreprises, d'avoir des affaires dans le secteur privé ou de se consacrer à un emploi ou fonction autres que la représentation institutionnelle. Il a également commandé un code de conduite pour le personnel du palais de la Zarzuela, et a demandé un accord entre la Couronne et le Corps supérieur des avocats de l'État pour disposer d'une assistance juridique permanente qui « assure que toute son activité (du palais) soit ajustée à la loi ».
En août 2019, l'État acquiert pour le souverain une voiture blindée de marque Mercedes d'un montant de 550 000 euros.

### Hommage aux juifs séfarades
Au cours d'une cérémonie au Palais royal le 30 novembre 2015, le roi a rendu hommage aux Juifs séfarades expulsés d'Espagne en 1492 par les Rois catholiques (décret de l'Alhambra), après l'entrée en vigueur d'une loi favorisant la naturalisation de leurs descendants.
Le roi d’Espagne a notamment déclaré devant de nombreux représentants des Juifs séfarades venus de différents pays : « Chers séfarades, merci pour votre fidélité », « Merci d'avoir conservé comme un précieux trésor votre langue et vos coutumes qui sont aussi les nôtres. Merci aussi d'avoir fait en sorte que l'amour l'emporte sur la rancœur et d'avoir transmis à vos enfants l'amour de cette patrie espagnole », « Comme vous nous avez manqué ! ».
En juin 2015, les députés ont adopté à l'unanimité une loi permettant aux descendants des Juifs séfarades d'obtenir facilement la nationalité espagnole, pour réparer ce qui est maintenant considéré comme « une erreur historique ».
En octobre 2015, le Conseil des ministres a octroyé la nationalité espagnole à 4 302 descendants de Juifs séfarades.

### Crise d'indépendance en Catalogne
Le 3 octobre 2017, à la suite du référendum sur l'indépendance de la Catalogne, le roi prononce un discours réaffirmant l'unité de la nation espagnole. Il enjoint « aux pouvoirs légitimes de l'État d'assurer l'ordre constitutionnel, le fonctionnement normal des institutions et la permanence de l'État de droit », reprochant notamment aux dirigeants catalans d'avoir détourné leurs obligations constitutionnelles au profit d'un projet politique.

### Crise familiale en 2020
Felipe VI annonce en mars 2020 renoncer à l'héritage de son père, Juan Carlos, « afin de préserver l'exemplarité de la Couronne ». Il retire également à ce dernier une dotation annuelle du Palais royal évaluée à plus de 194 000 euros. Selon des révélations faites par la presse, l'ancien monarque détiendrait notamment un compte au Panama, abritant 100 millions d'euros, et un autre au Liechtenstein de 10 millions d'euros, qui auraient été alimentés par des pots-de-vin durant ses années de règne.
Son père, le roi émérite, annonce le 3 août 2020 s'exiler d'Espagne, pour ne pas entacher l'image de la monarchie après les accusations de corruption qui pèsent sur lui et qu'une enquête de la cour suprême de justice ait été ouverte à son encontre.

### Pandémie de Covid-19
Le 18 mars 2020, alors que le pays est confiné, un concert de casseroles a lieu à travers toute l’Espagne, au moment où le roi Felipe VI prononce une allocution télévisée au sujet de la pandémie de Covid-19. Cette protestation populaire a pour objectif de forcer le roi émérite Juan Carlos à faire don aux soins publics de santé des 100 millions d’euros qu’il aurait obtenus grâce à des pots-de-vin provenant d'Arabie saoudite, ce qui a été finalement exclu par la famille royale.
Le 9 février 2022, le roi est testé positif à la Covid-19 et se met à l’isolement, après avoir « ressenti de légers symptômes la nuit précédente ». Le palais déclare qu'il « continuera malgré tout son activité institutionnelle depuis sa résidence ». Le souverain reprend ses activités officielles après la fin de sa période d’isolement douze jours plus tard.

## Titres, honneurs et armoiries

### Titulature

Monogramme royal de Felipe VI d'Espagne.

- 30 janvier 1968 - 22 janvier 1977 : Son Altesse Royale don Felipe de Borbón y Grecia, infant d'Espagne[N 2] ;
- 22 janvier 1977 - 18 juin 2014 : Son Altesse Royale le prince des Asturies ;
- depuis le 19 juin 2014 : Sa Majesté le roi.

Le 22 janvier 1977, en accord avec le décret royal et « avec la tradition espagnole sur les titres et dénominations correspondant à l'héritier de la Couronne », il est titré par son père :
- prince des Asturies, en qualité d'héritier de la Couronne de Castille (origine : 1388),
- prince de Gérone, duc de Montblanc, comte de Cerbère et seigneur de Balaguer, en qualité d'héritier de la Couronne d'Aragon (origines respectives : 1351, 1387, 1353 et 1418),
- prince de Viane, en qualité d'héritier du royaume de Navarre (origine : 1424).

Le 22 janvier 1977, à 9 ans, recevant le titre de prince des Asturies, Felipe VI prononce son premier discours devant le Parlement. À 13 ans, il prononce son premier discours officiel en public à Oviedo. Le 30 janvier 1986, jour de ses 18 ans, il prête le serment constitutionnel, conformément à l'article 61, alinéa 2 de la Constitution.
Conformément à la Constitution espagnole, Felipe VI porte le titre de roi d'Espagne et peut utiliser « les autres titres qui reviennent à la Couronne » (deuxième alinéa de l'article 56 du titre II « De la Couronne »), sans pour autant les spécifier . En outre, le décret royal 1368/1987, promulgué le 6 novembre 1987 en Conseil des ministres, confère au titulaire de la Couronne (le roi ou la reine d'Espagne) le prédicat de majesté et lui donne la possibilité d'utiliser les « autres titres qui correspondent à la Couronne ». L'ensemble de ces titres, qui forment la titulature traditionnelle des souverains espagnols, contient une liste d'une vingtaine de royaumes faisant aujourd'hui partie d'États souverains, ce qui fait qu'il n'est utilisé ni par les agences de l'État espagnol ni par la diplomatie du royaume. La titulature espagnole complète a été officiellement utilisée avant l'instauration de la Constitution de 1837, sous le règne d'Isabelle II d'Espagne. Si l'actuel roi voulait utiliser ces « autres titres qui correspondent à la Couronne », sa titulature serait la suivante, :

« Sa Majesté Catholique Felipe VI, roi d'Espagne, de Castille, de León, d'Aragon, des Deux-Siciles, de Navarre, de Grenade, de Valence, de Galice, de Majorque, de Minorque, de Séville, de Sardaigne, de Cordoue, de Corse, de Murcie, de Jaén, des Algarves, d'Algésiras, de Gibraltar, des îles Canaries, des Indes orientales et occidentales, de l'Inde et du continent océanien, de la terre ferme et des îles des mers océanes ; archiduc d'Autriche, duc de Bourgogne, de Brabant, d'Athènes et de Néopatras ; comte des Flandres, du Tyrol, du Roussillon et de Barcelone ; seigneur de Biscaye et de Molina ; marquis d’Oristan et de Gozianos, etc. ; capitaine général et chef suprême des Forces armées royales ; souverain grand-maître de l'ordre de la Toison d'or et des ordres dépendants de l'État espagnol. »

### Honneurs espagnols
La Couronne d'Espagne admet différents ordres en tant que tels, d'autres sont placés sous sa protection :

#### Ordres dynastiques
| Souverain grand-maître de l’ordre illustre et royal de la Toison d’or   | Chevalier (3 mai 1981) puis souverain grand maître de l'ordre illustre et royal de la Toison d'or (19 juin 2014). |
| Grand-maître de l’ordre royal et distingué de Charles III               | Collier (24 janvier 1986) puis grand maître de l'ordre royal et distingué de Charles III (19 juin 2014).          |
| Grand-maître de l’ordre royal et militaire de Saint-Herménégilde        | Grand-croix (30 avril 1999) puis grand maître de l'ordre royal et militaire de Saint-Herménégilde (19 juin 2014). |
| Grand-maître de l’ordre royal des dames nobles de la reine Marie-Louise | Grand maître de l'ordre royal des dames nobles de la Reine Marie-Louise (19 juin 2014).                           |
| Grand-maître de l’ordre royal et militaire de Saint-Ferdinand           | Grand maître de l'ordre royal et militaire de Saint-Ferdinand (19 juin 2014).                                     |
| Grand-maître de l’ordre royal d’Isabelle la Catholique                  | Grand maître de l'ordre royal d'Isabelle la Catholique (19 juin 2014).                                            |

#### Ordres sous la protection du roi d'Espagne
| Grand-maître de l’ordre de Saint-Jacques de l’Épée | Grand commandeur de Castille (23 décembre 1986) puis grand-maître de l'ordre de Santiago (19 juin 2014). |
| Grand-maître de l’ordre de Montesa                 | Grand maître de l'ordre de Montesa (19 juin 2014).                                                       |
| Grand-maître de l’ordre d’Alcantara                | Grand maître de l'ordre d'Alcantara (19 juin 2014).                                                      |
| Grand-maître de l’ordre de Calatrava               | Grand maître de l'ordre de Calatrava (19 juin 2014).                                                     |

#### Autres décorations
| Grand-croix du Mérite militaire                    | Grand-croix du Mérite militaire (7 juillet 1986).                     |
| Grand-croix du Mérite naval                        | Grand-croix du Mérite naval (13 juillet 1987).                        |
| Grand-croix du Mérite aéronautique                 | Grand-croix du Mérite aéronautique (4 juillet 1988).                  |
| Croix d’or de l’ordre du Mérite de la Garde civile | Croix d'or de l'ordre du Mérite de la Garde civile (11 octobre 1990). |

### Honneurs étrangers
| Collier de l'ordre du roi Abdelaziz (Arabie saoudite, 15 janvier 2007)                                                                           |
| Grand-croix de l'ordre de Mai (Argentine, 9 février 2009).                                                                                       |
| Grand-croix d'or de l'ordre du Mérite (Autriche, 2 juin 1997).                                                                                   |
| Grand cordon de l'ordre de Léopold (Belgique, 19 septembre 1994).                                                                                |
| Grand-croix (4 juin 2001) puis collier de l'ordre du Mérite (Chili, 29 octobre 2014).                                                            |
| Collier de l'ordre de Boyacá (Colombie, 2 mars 2015).                                                                                            |
| Chevalier de l'ordre de l'Éléphant (Danemark), 6 novembre 2023.                                                                                  |
| Grand-croix avec plaque d'or de l'ordre héraldique de Christophe Colomb (République dominicaine, 24 avril 1987).                                 |
| Grand-croix de l'ordre national de San Lorenzo (Équateur, 9 juillet 2001).                                                                       |
| Membre de 1re classe de l'ordre de la Croix de Terra Mariana (Estonie, 9 juillet 2007).                                                          |
| Grand-croix de l'ordre de la Légion d'honneur (France, 27 avril 2009).                                                                           |
| Grand-croix de l'ordre du Rédempteur (Grèce, 25 septembre 2001).                                                                                 |
| Grand-croix de l'ordre du Mérite (Hongrie, 31 janvier 2005).                                                                                     |
| Chevalier grand-croix au grand cordon de l'ordre du Mérite de la République italienne‎ (25 octobre 2021) ; chevalier grand-croix le 27 juin 1996. |
| Collier de l'ordre du Chrysanthème (Japon, 6 avril 2017).                                                                                        |
| Grand cordon de l'ordre suprême de la Renaissance (Jordanie, 20 octobre 1999).                                                                   |
| Commandeur grand-croix de l'ordre des Trois Étoiles (Lettonie, 16 octobre 2004).                                                                 |
| Grand cordon de l'ordre du Mérite (Liban, 19 octobre 2009).                                                                                      |
| Grand-croix de l'ordre d'Adolphe de Nassau (Luxembourg, 7 mai 2001).                                                                             |
| Grand collier de l'ordre de la Souveraineté, classe exceptionnelle (Maroc, 14 juillet 2014).                                                     |
| Grand-croix de l'ordre de l'Aigle aztèque (Mexique, 25 janvier 1996).                                                                            |
| Grand-croix de l'ordre de Saint-Olaf (Norvège, 25 avril 1995).                                                                                   |
| Bailli grand-croix d'honneur et de dévotion de l'ordre souverain de Malte (OSM, 1986).                                                           |
| Grand-croix de l'ordre de Vasco Núñez de Balboa (Panama, 19 octobre 1998).                                                                       |
| Grand-croix de l'ordre d'Orange-Nassau (Pays-Bas, 8 octobre 1985).                                                                               |
| Grand-croix de l'ordre du Soleil (Pérou, 5 juillet 2004).                                                                                        |
| Grand commandeur de l'ordre de Sikatuna (Philippines, 2 avril 1995).                                                                             |
| Grand-croix de l'ordre de Lakandula (en) (Philippines, 3 décembre 2007).                                                                         |
| Grand-croix de l'ordre du Mérite (Pologne, 26 septembre 2003).                                                                                   |
| Grand-croix de l'ordre d'Aviz (Portugal, 22 avril 1991).                                                                                         |
| Grand-croix de l'ordre du Christ (Portugal, 13 octobre 1988).                                                                                    |
| Grand officier (23 août 1996) puis grand-croix de l'ordre de la Tour et de l'Épée (Portugal, 25 septembre 2006).                                 |
| Grand-croix de l'ordre de l'Étoile (Roumanie, 26 novembre 2007).                                                                                 |
| Grand-croix de l'ordre royal de Victoria (Royaume-Uni, 17 octobre 1988).                                                                         |
| Chevalier étranger de l'ordre de la Jarretière (Royaume-Uni, 12 juillet 2017).                                                                   |
| Grand-croix de l'ordre national José Matías Delgado (Salvador, 10 mars 1997).                                                                    |
| Chevalier de l'ordre des Séraphins (Suède, 17 décembre 1991).                                                                                    |

### Doctoratshonoris causa
| Pays     | Date             | Établissement                      | Grade                                                      |
| -------- | ---------------- | ---------------------------------- | ---------------------------------------------------------- |
| Italie   | 12 décembre 2024 | Université de Naples - Frédéric-II | Docteur honoris causa en sciences sociales et statistiques |
| Espagne  | 27 février 2025  | Université d'Alcalá de Henares     | Docteur honoris causa                                      |
| Portugal | 13 mai 2025      | Université de Coimbra              | Docteur honoris causa en droit                             |

### Onomastisme
Plusieurs lieux et infrastructures ont été nommés d'après Felipe VI. C'est notamment le cas du musée des sciences Príncipe Felipe (Valence) et du pont Felipe-VI (Salamanque).

## Ascendance détaillée
Felipe VI descend de la branche espagnole de la maison de Bourbon, ayant pour ascendant direct le roi Philippe V d'Espagne (1683-1748), né Philippe de France, fils de France, duc d'Anjou, petit-fils de Louis XIV et de Marie-Thérèse, infante d'Espagne.

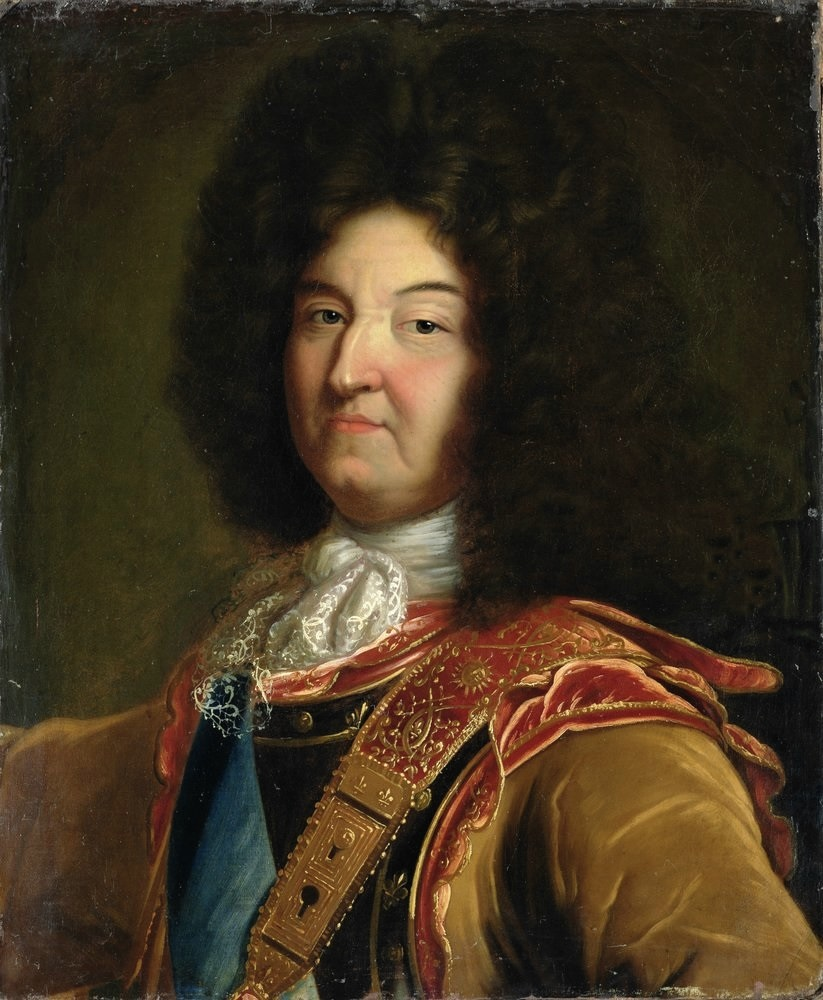
Louis XIV (ici représenté) est le grand-père de Philippe V d'Espagne, d'abord duc d'Anjou puis roi d'Espagne en 1700.

C'est ainsi que les liens généalogiques de Felipe VI avec les rois de France sont nombreux :
- Felipe VI descend 48 fois de Louis XIV[29] ;
- et il descend 249 000 fois de Saint Louis[29].

Il a aussi pour ancêtres :
- Hugues Capet, roi des Francs, via son descendant Louis XIV.
- Aliénor d'Aquitaine, reine de France et d'Angleterre, via sa petite-fille, Blanche de Castille, reine de France, et mère de Saint-Louis.
- Charles Quint, empereur du Saint-Empire.
- Isabelle la Catholique, reine de Castille, et Ferdinand le Catholique, roi d'Aragon.
- Philippe II, roi d'Espagne et du Portugal, via sa petite-fille, Anne d'Autriche, mère de Louis XIV, et son petit-fils, Philippe IV, père de Marie-Thérèse, épouse de Louis XIV.
- Charles le Téméraire, via sa fille, Marie de Bourgogne, grand-mère paternelle de Charles Quint.
- François Ier, roi de France, via son arrière-petite-fille, Christine de Lorraine, duchesse de Toscane, elle-même ancêtre d'Élisabeth Farnèse, reine d'Espagne.
- Laurent de Médicis, via son arrière-petite-fille, Catherine de Médicis, reine de France, grand-mère de Christine de Lorraine, duchesse de Toscane, elle-même ancêtre d'Élisabeth Farnèse, reine d'Espagne.
- Louis IX, roi de France et Saint catholique, ancêtre de Louis XIV.
- Henri IV, roi de France et de Navarre, via son fils, Louis XIII, père de Louis XIV et sa fille, Élisabeth de France, mère de Marie-Thérèse d'Autriche, épouse de Louis XIV.
- Marie Stuart, reine d'Écosse, via son petit-fils, Charles Ier, roi d'Angleterre, et la fille de ce dernier, Henriette d'Angleterre, duchesse d'Orléans.
- Henri VII et Élisabeth d'York, roi et reine d'Angleterre, arrière-grands-parents de Marie Stuart.
- Louis XV et Marie Leszczynska, via leur petite-fille, Marie-Louise de Bourbon-Parme, reine d'Espagne.
- Catherine II, tsarine de Russie, via son petit-fils, Nicolas Ier, lui-même grand-père de Olga Constantinovna de Russie, reine des Hellènes et arrière-grand-mère de Sophie, mère de Felipe.
- Charles III, roi de Naples puis d'Espagne, via son fils, Charles IV, son fils, Ferdinand Ier, roi des Deux-Siciles, et sa fille, Marie-Louise d'Espagne, impératrice du Saint-Empire.
- L'empereur François Ier du Saint-Empire, duc de Lorraine et de Bar puis grand-duc de Toscane et Marie-Thérèse d'Autriche, via sa fille, Marie-Caroline d'Autriche, reine de Naples et de Sicile, et son fils, Léopold II, empereur du Saint-Empire.
- George III, roi de Grande-Bretagne, via sa petite-fille, Victoria.
- Louise de Mecklembourg-Strelitz, reine de Prusse, via son arrière-petite-fille, Olga Constantinovna de Russie, reine des Hellènes et arrière-grand-mère de Sophie, mère de Felipe.
- Louis-Philippe Ier et Marie-Amélie de Bourbon-Siciles, roi et reine des Français, via leurs fils Ferdinand-Philippe d'Orléans et Antoine d'Orléans, tous deux arrière-grands-pères de María de las Mercedes de Borbón y Orleans, mère de Juan Carlos, père de Felipe.
- Victoria, reine du Royaume-Uni, via sa petite-fille, Victoria-Eugénie de Battenberg, reine d'Espagne et arrière-grand-mère de Felipe VI. Également via son autre petite-fille, Sophie de Prusse, reine des Hellènes, grand-mère de Sophie, mère de Felipe.
- Isabelle II, reine d'Espagne, grand-mère d'Alphonse XIII, roi d'Espagne, arrière-grand-père de Felipe.
- Christian IX, roi de Danemark, via son fils Georges Ier, roi des Hellènes, arrière-grand-père de Sophie, la mère de Felipe.
- Guillaume II, Kaiser d'Allemagne, via sa petite-fille, Frederika de Hanovre, reine des Hellènes et mère de Sophie, la mère de Felipe.